# 君士坦丁堡条约 (1913年)
君士坦丁堡条约，或称伊斯坦布尔条约，是第二次巴尔干战争结束后，奥斯曼帝国与保加利亞王國于1913年9月29日在奥斯曼首都君士坦丁堡签订的一项条约。

## 背景
第一次巴尔干战争中，由保加利亚、塞尔维亚、希腊和蒙特內哥羅组成的联盟，击败了奥斯曼帝国。后者在欧洲的领土几乎丧失殆尽，只余依照伦敦条约保留的马尔马拉海附近一小片地区。但在第二次巴尔干战争中，奥斯曼得以收复了东色雷斯。保加利亚与其邻国在布加勒斯特进行和谈时，奥斯曼帝国并未参与，但双方又进行了单独谈判，从而产生了《君士坦丁堡条约》。

## 条约
条约的具体条款为：
1. 保加利亚承认奥斯曼获取埃迪爾內、克爾克拉雷利与季季莫蒂霍，以及周边领土
2. 奥斯曼帝国向保加利亚割让代顿加赫（今亞歷山德魯波利斯）
3. 土地交换将在10天内完成
4. 边界军队将在三周内复员
5. 双方的战俘将被释放
6. 两国之间的政治与经济关系都将重新建立

该条约很大程度上确立了今日东色雷斯（欧洲土耳其）、保加利亚和希腊的边界。

## 后续
奥斯曼帝国与保加利亚在第一次世界大战中都加入了同盟国，成为盟友。在保加利亚参战前，奥斯曼帝国通过1915年《保加利亞－鄂圖曼公約》，决定将季季莫蒂霍割让给保加利亚（或许是为了说服保加利亚加入战争）。然而1918年，同盟国被击败，保加利亚的西色雷斯和季季莫蒂霍皆丧与希腊。
在未能生效的塞夫尔条约中，土耳其需将几乎整个东色雷斯割让给希腊，但是因为土耳其在独立战争中击败希腊，以及之后的洛桑条约（该条约中重申了《君士坦丁堡条约》和《保加利亚－奥斯曼公约》确立的边界），使得这一领土变更提议被否决。